# Blue Sky (COLORの曲)
「Blue Sky」（ブルー スカイ）は、COLORの6枚目のシングル。2007年7月25日にrhythm zoneから発売。

## 概要
前作「涙が落ちないように」から3カ月後のシングル。「CD+DVD」「CDのみ」の2形態で発売。
DVDには表題曲「Blue Sky」のミュージックビデオを収録。

## 収録曲
CD
1. Blue Sky
作詞：TAKA・ATSUSHI、作曲：Hitoshi Harukawa
テレビ朝日『オモ☆さん』エンディング・テーマ
2. Make It Hot
作詞：Yoko Hiji、作曲：Ryuichiro Yamaki
3. I'm thinkin' bout U
作詞：Yoko Hiji、作曲：Ryuichiro Yamaki

DVD
1. Blue Sky (Video Clip)